# Маринър 2
Маринър 2 (Маринър-Венера 1962)-американска автоматична космическа сонда към Венера. Стартира на 27 август 1962 г. и е първият успешен космически кораб от програмата на НАСА Маринър. Бил е опростена версия на Блок 1 от програмата Рейнджър и точно копие на Маринър 1. Мисиите на апаратите Маринър 1 и 2 заедно понякога са познати като мисии Маринър Р.
Апаратът е с маса 203 кг. Оборудван е с научна апаратура за измерване на магнитното поле, на инфрачервеното и микровълново излъчване, за регистриране на високоенергийни частици и метеоритен прах. Сондата няма фотокамери.
На 14 декември 1962 г. апаратът преминава на разстояние 34 700 км от Венера ставайки първата космическа сонда осъществила успещно среща с планета. „Маринър-2“ предава данни потвърждаващи теорията за изключително горещата атмосфера на планетата, открива че Венера няма магнитно поле, измерва скоростта на въртене на планетата около нейната ос. Маринър 2 става първият космически кораб, извършил директно измерване на слънчевия вятър, а също така измерил количеството космически прах, което е по-малко от очакваното. В началото на януари 1963 г. връзката със станцията е прекратена.